# Coppa Korać 1992-1993
La Coppa Korać 1992-1993 di pallacanestro maschile venne vinta dalla Philips Milano, al secondo successo nella competizione.

## Risultati

### Turno preliminare
| Team #1               | Agg.      | Team #2                  | Andata | Ritorno |
| --------------------- | --------- | ------------------------ | ------ | ------- |
| Fenerbahçe            | 211 - 144 | Merani Tbilisi           | 108-78 | 103-68  |
| US Hiefenech          | 145 - 203 | Helios Domžale           | 77-108 | 68-95   |
| Steaua Bucarest       | 125 - 159 | Postojna                 | 66-81  | 59-78   |
| Jet Lione             | 237 - 162 | Valur Reykjavik          | 109-74 | 128-88  |
| Shevardeni Tbilisi    | 130 - 219 | MOL Szolnoki Olajbányász | 65-118 | 65-101  |
| Fidefinanz Bellinzona | 145 - 164 | Slovan Lubiana           | 107-92 | 91-90   |
| Estrelas da Avenida   | 130 - 183 | Spirou Charleroi         | 68-84  | 62-99   |
| Banik Cigel Prievidza | 222 - 185 | Akademik Varna           | 131-89 | 91-96   |

### Primo turno
| Team #1                      | Agg.      | Team #2                 | Andata | Ritorno |
| ---------------------------- | --------- | ----------------------- | ------ | ------- |
| Fenerbahçe                   | 222 - 123 | Politehnica Timișoara   | 126-62 | 96-61   |
| Micom Marcus Koper           | 142 - 189 | Maccabi Rischon LeZion  | 69-89  | 73-100  |
| Helios Domžale               | 140 - 156 | Avtodorozhnik Saratov   | 55-69  | 85-87   |
| SOCED Constructorul Bucarest | 103 - 224 | Phonola JuveCaserta     | 47-108 | 56-116  |
| Postojna                     | 155 - 152 | TVG Trier               | 84-80  | 71-72   |
| Amicale Steesel              | 137 - 209 | Clear Cantù             | 65-104 | 72-105  |
| Šibenka Šibenik              | 173 - 130 | Urartu                  | 89-62  | 84-68   |
| Bruxelles                    | 142 - 196 | Philips Milano          | 67-97  | 75-99   |
| Jet Lione                    | 145 - 214 | Stoccarda/Ludwigsburg   | 93-96  | 76-79   |
| TTS Trenčín                  | 153 - 184 | Stal Bobrek Bytom       | 83-96  | 70-88   |
| Balanta Sibiu                | 134 - 242 | Barcellona              | 59-127 | 75-115  |
| Fidefinanz Bellinzona        | 160 - 177 | Elosúa León             | 86-78  | 74-89   |
| Lech Poznań                  | 132 - 134 | ALBA Berlino            | 72-70  | 60-64   |
| Spirou Charleroi             | 151 - 147 | ASVEL Lyon-Villeurbanne | 85-69  | 66-78   |
| Tofaş Bursa                  | 171 - 159 | Grupo Libro Valladolid  | 93-71  | 78-88   |
| RBC Verviers-Pepinster       | 198 - 178 | SSV Ulm                 | 106-82 | 92-96   |
| Banik Cigel Prievidza        | 185 - 230 | Taugrés Vitoria         | 93-119 | 92-111  |
| APOEL Nicosia                | 176 - 214 | Peristeri Atene         | 93-98  | 83-116  |
| Statyba Vilnius              | 115 - 163 | Zagabria                | 48-78  | 67-85   |
| TED Ankara Kolejilier        | 182 - 157 | Hapoel Gerusalemme      | 80-74  | 102-83  |
| Spartak Luhans'k             | 177 - 174 | UU-Korihait             | 96-91  | 81-83   |
| Ideal Job Union Neuchâtel    | 157 - 204 | Virtus Roma             | 80-107 | 77-97   |
| Levski Sofia                 | 139 - 162 | Paniónios Atene         | 67-70  | 72-92   |
| Maccabi Haifa                | 146 - 171 | BCM Gravelines          | 86-90  | 60-81   |
| Sparta Praga                 | 162 - 186 | AEK Atene               | 82-91  | 80-95   |
| VEF Riga                     | 152 - 151 | Körmendi Dózsa MTE      | 85-65  | 67-86   |
| Keravnos                     | 165 - 212 | Īraklīs Salonicco       | 85-96  | 80-116  |

Ostenda, MOL Szolnoki Olajbányász, Olympique d'Antibes, Stroitel Charkiv, Nová Huť ANES Ostrava ammesse direttamente al turno successivo.

### Secondo turno
| Team #1                  | Agg.      | Team #2                | Andata | Ritorno |
| ------------------------ | --------- | ---------------------- | ------ | ------- |
| Fenerbahçe               | 165 - 154 | Maccabi Rischon LeZion | 86-76  | 79-78   |
| Avtodorozhnik Saratov    | 163 - 171 | Phonola JuveCaserta    | 84-84  | 79-87   |
| Postojna                 | 166 - 188 | Clear Cantù            | 78-90  | 88-98   |
| Šibenka Šibenik          | 177 - 198 | Philips Milano         | 80-85  | 97-113  |
| Stoccarda/Ludwigsburg    | 159 - 165 | Ostenda                | 88-82  | 72-83   |
| Barcellona               | 172 - 136 | Stal Bobrek Bytom      | 88-66  | 84-70   |
| MOL Szolnoki Olajbányász | 155 - 204 | Olympique d'Antibes    | 80-87  | 75-117  |
| Elosúa León              | 180 - 139 | ALBA Berlino           | 91-51  | 89-88   |
| Spirou Charleroi         | 147-128   | Tofaş Bursa            | 86-64  | 61-64   |
| RBC Verviers-Pepinster   | 171 - 199 | Taugrés Vitoria        | 94-104 | 77-95   |
| Stroitel Charkiv         | 160 - 252 | Peristeri Atene        | 99-121 | 61-131  |
| Zagabria                 | 132 - 131 | TED Ankara Kolejilier  | 75-68  | 57-63   |
| Spartak Luhans'k         | 138 - 167 | Virtus Roma            | 72-73  | 66-94   |
| Nová Huť ANES Ostrava    | 137 - 163 | Paniónios Atene        | 62-82  | 75-81   |
| BCM Gravelines           | 161 - 146 | AEK Atene              | 91-61  | 70-85   |
| VEF Riga                 | 147 - 191 | Īraklīs Salonicco      | 83-109 | 64-82   |

### Fase a gironi

#### Gruppo A
|    | Squadra          | G | V | P | PF  | PS  | Dif | P.ti |
| -- | ---------------- | - | - | - | --- | --- | --- | ---- |
| 1. | Clear Cantù      | 6 | 4 | 2 | 506 | 462 | +44 | 10   |
| 2. | Zagabria         | 6 | 3 | 3 | 473 | 495 | -22 | 9    |
| 3. | Fenerbahçe       | 6 | 3 | 3 | 446 | 456 | -10 | 9    |
| 4. | Spirou Charleroi | 6 | 2 | 4 | 467 | 479 | -2  | 8    |

#### Gruppo B
|    | Squadra             | G | V | P | PF  | PS  | Dif | P.ti |
| -- | ------------------- | - | - | - | --- | --- | --- | ---- |
| 1. | Barcellona          | 6 | 5 | 1 | 529 | 462 | +67 | 11   |
| 2. | Phonola JuveCaserta | 6 | 3 | 3 | 519 | 511 | +8  | 9    |
| 3. | Īraklīs Salonicco   | 6 | 3 | 3 | 485 | 527 | -42 | 9    |
| 4. | Ostenda             | 6 | 1 | 5 | 470 | 503 | -33 | 7    |

#### Gruppo C
|    | Squadra             | G | V | P | PF  | PS  | Dif | P.ti |
| -- | ------------------- | - | - | - | --- | --- | --- | ---- |
| 1. | Virtus Roma         | 6 | 4 | 2 | 475 | 476 | -1  | 10   |
| 2. | Paniónios Atene     | 6 | 3 | 3 | 484 | 442 | +42 | 9    |
| 3. | Olympique d'Antibes | 6 | 3 | 3 | 526 | 530 | -4  | 9    |
| 4. | Taugrés Vitoria     | 6 | 2 | 4 | 464 | 501 | -37 | 8    |

#### Gruppo D
|    | Squadra         | G | V | P | PF  | PS  | Dif | P.ti |
| -- | --------------- | - | - | - | --- | --- | --- | ---- |
| 1. | Philips Milano  | 6 | 5 | 1 | 522 | 464 | +58 | 11   |
| 2. | Elosúa León     | 6 | 3 | 3 | 494 | 467 | +27 | 9    |
| 3. | Peristeri Atene | 6 | 2 | 4 | 464 | 510 | -46 | 8    |
| 4. | BCM Gravelines  | 6 | 2 | 4 | 461 | 500 | -39 | 8    |

### Quarti di finale
| Team #1             | Agg.      | Team #2        | Andata | Ritorno |
| ------------------- | --------- | -------------- | ------ | ------- |
| Zagabria            | 160 - 167 | Barcellona     | 81-94  | 79-73   |
| Phonola JuveCaserta | 150 - 181 | Clear Cantù    | 81-86  | 69-95   |
| Paniónios Atene     | 152 - 160 | Philips Milano | 78-79  | 74-81   |
| Elosúa León         | 173 - 180 | Virtus Roma    | 88-77  | 85-103  |

### Semifinali
| Team #1     | Agg.      | Team #2        | Andata | Ritorno |
| ----------- | --------- | -------------- | ------ | ------- |
| Barcellona  | 149 - 163 | Virtus Roma    | 64-84  | 85-79   |
| Clear Cantù | 146 - 157 | Philips Milano | 74-72  | 72-85   |

### Finale
Roma 9 marzo 1993 - Assago (Mi) 18 marzo 1993
| Team #1        | Agg.      | Team #2     | Andata | Ritorno |
| -------------- | --------- | ----------- | ------ | ------- |
| Philips Milano | 201 - 181 | Virtus Roma | 95-90  | 106-91  |

| Coppa Korać 1992-1993    |
| ------------------------ |
| Philips Milano 2º titolo |

## Formazione vincitrice
| N° | Naz.                   | Ruolo | Sportivo             |  | Alt. |  |
| -- | ---------------------- | ----- | -------------------- |  | ---- |  |
| 4  | Jugoslavia (bandiera)  | P     | Aleksandar Đorđević  |  |      |  |
| 5  | Italia (bandiera)      | G     | Flavio Portaluppi    |  |      |  |
| 6  | Italia (bandiera)      | GA    | Marco Sambugaro      |  |      |  |
| 7  | Italia (bandiera)      | A     | Riccardo Pittis      |  |      |  |
| 9  | Italia (bandiera)      | G     | Fabrizio Ambrassa    |  |      |  |
| 10 | Stati Uniti (bandiera) | AG    | Antonio Davis        |  |      |  |
| 11 | Italia (bandiera)      | C     | Paolo Alberti        |  |      |  |
| 12 | Italia (bandiera)      | GA    | Antonello Riva       |  |      |  |
| 13 | Italia (bandiera)      | AC    | Davide Pessina       |  |      |  |
| 14 | Italia (bandiera)      | C     | Marco Baldi          |  |      |  |
| 15 | Italia (bandiera)      | AG    | Massimo Re           |  |      |  |
| 18 | Italia (bandiera)      | A     | Emilio Rotasperti    |  |      |  |
|    | Italia (bandiera)      | C     | Werther Pigliafreddo |  |      |  |
|    | Italia (bandiera)      | C     | Fulvio Fantetti      |  |      |  |
|    | Italia (bandiera)      |       | Alessandro Mamoli    |  |      |  |
|    | Italia (bandiera)      | All.  | Mike D'Antoni        |  |      |  |